# Croix celtique
 (avril 2020).
Si vous disposez d'ouvrages ou d'articles de référence ou si vous connaissez des sites web de qualité traitant du thème abordé ici, merci de compléter l'article en donnant les références utiles à sa vérifiabilité et en les liant à la section « Notes et références ».

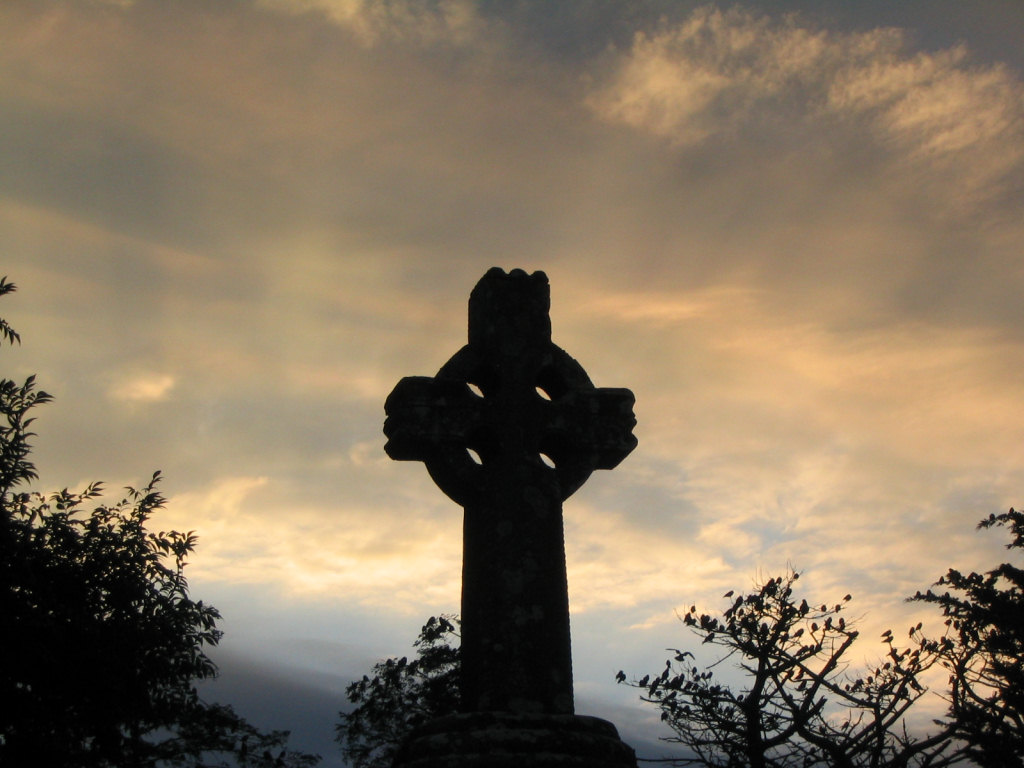
Croix celtique (Knock, Irlande)

La croix celtique ou croix nimbée est une croix dans laquelle s'inscrit un anneau. Elle est le symbole caractéristique du christianisme celtique. Les branches de la croix dépassent toujours de l'anneau, et sur les représentations les plus détaillées, le cercle est en retrait par rapport à la croix. L'utilisation chrétienne combine une croix latine (croix à jambe inférieure plus longue que les autres) avec le cercle, tandis que les autres utilisations (symboliques, politiques, etc.) sont basées sur une croix régulière (chaque branche de la croix a une longueur identique). Elle ne doit pas être confondue avec la croix solaire.
Le nom de croix celtique appliqué au dessin symbolique composé d'un cercle et d'une croix (les branches de la croix dépassant les bords du cercle) tient au fait que l'on trouve couramment des monuments de la sorte dans les cimetières d'Irlande et partout dans la campagne irlandaise. Elle est aussi appelée croix eucharistique dans les milieux catholiques, le cercle symbolisant la Sainte Hostie.
Cette représentation de croix est utilisée pour les hautes croix, populaires en Irlande et dont quelques exemplaires existent en France (Normandie, Limousin, etc.). Le cercle semblait initialement destiné à consolider les branches de la croix, avant de devenir un motif décoratif en lui-même.

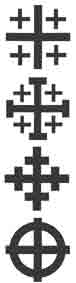
4 représentations du même symbole, en haut le signaculum domini, puis la croix de Jérusalem, la croix recroisetée et la croix celtique.

Au XXe siècle, la croix celtique est devenu un symbole fasciste.

## Historique des croix

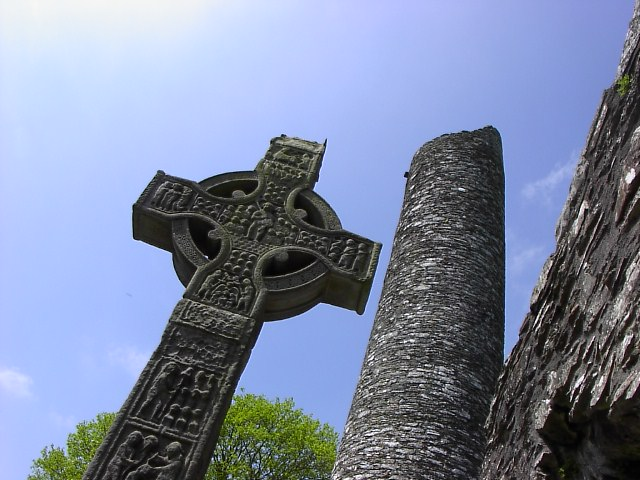
Muiredach's High Cross (Monasterboice, Irlande).

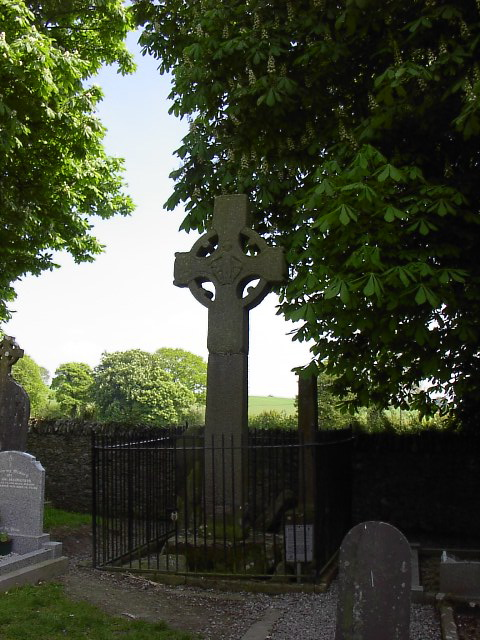
Croix la plus ancienne du cimetière de Monasterboice et sans doute de toute l'Irlande.

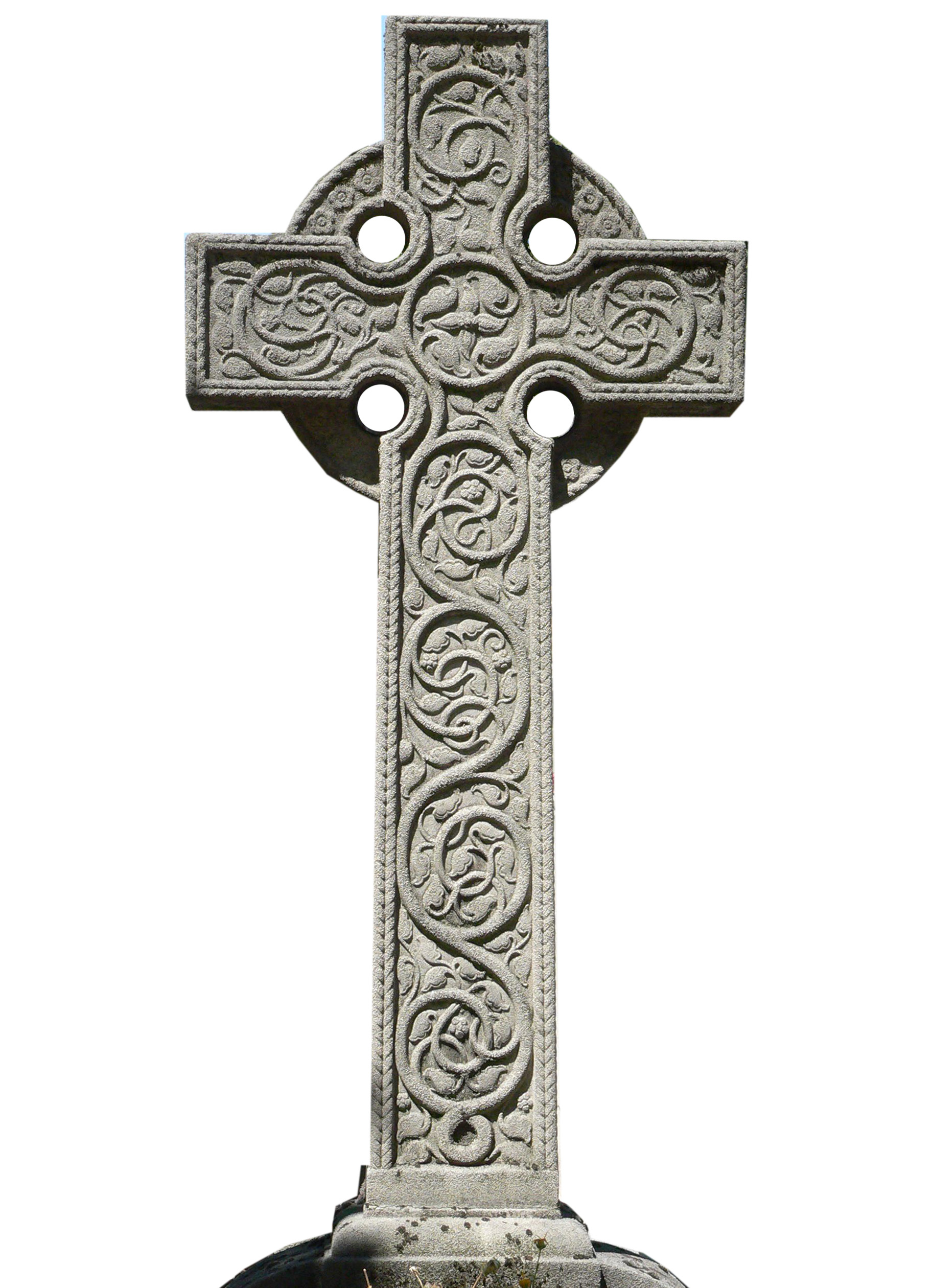
Croix celtique (cimetière du Père-Lachaise).

### En Grande-Bretagne et en Irlande
Beaucoup de croix en pierre avec un cercle en son centre ont été érigées dès le VIIe siècle en Irlande et sur l'île de Bretagne (aujourd'hui appelée « Grande-Bretagne »). Hormis l'Irlande, on en rencontre donc en Écosse, au Pays de Galles et en Cornouailles, bien que dans cette dernière région, le modèle de croix diffère généralement, le cercle étant généralement plus large que la croix. Les plus connues sont celles d'Irlande, avec la croix de Kells (comté de Meath) et celle de Monasterboice (comté de Louth), qui est aussi probablement la plus ancienne, même si la date exacte où ces croix ont été érigées n'est pas connue avec précision.
Originellement, la croix n'est qu'un ornement ou un objet liturgique dans les pays orientaux ou romains, mais dans les pays celtiques elle devient dès le VIIe siècle une Haute croix, monument auprès duquel, à défaut d'église, se célèbrent les cérémonies religieuses.
En Grande-Bretagne, des croix celtiques continuent d’être érigées jusqu'à la fin du Moyen Âge. La Réforme signe la fin de l'époque des croix celtiques. Une des dernières croix à être mise en place est la croix dite « de MacLean » sur l'île écossaise de Iona ; elle date d'environ 1515.
Dans les années 1850, un mouvement culturel panceltique, le « Celtic Revival » (« Renouveau celtique ») redécouvre et réutilise la forme et la graphie des croix celtiques, notamment en bijouterie et dans les représentations picturales. De cette époque datent les bijoux représentant d'abord des réductions des hautes croix d'Irlande puis des créations en forme de croix celtique mixant les entrelacs traditionnels avec des symboles plus contemporains.
À la fin du XIXe siècle, les croix celtiques commencent à apparaître sur des tombes individuelles, notamment sur celles des émigrants d'origine irlandaise ou écossaise comme signe de reconnaissance de leurs origines. Le même phénomène arrive en Irlande au début du XXe siècle et se développe principalement après la création de l'État d'Irlande dans les années 1920. Le mouvement se répand en Grande-Bretagne où les cimetières regorgent de croix celtiques sur des tombes appartenant à des familles bien britanniques. Bien que plutôt présente dans les églises catholiques, la croix celtique est présente aussi dans certaines églises protestantes, particulièrement celles qui se réfèrent à leur origine irlandaise ou écossaise.

### En France
En dehors de l'Irlande, des îles Britanniques et des pays où ont émigré leurs habitants, ce dessin de croix est rarement utilisé. Une telle croix culmine, par exemple, sur la cathédrale Sainte-Croix d'Orléans. On la trouve souvent en Normandie : sur le littoral du pays de Caux (Veules-les-Roses, Saint-Pierre-en-Port, Le Tréport, Anglesqueville-la-Bras-Long, etc.), utilisée comme croix sommitale sur le pignon d'une église ou dans un cimetière. Dans le Cotentin, il y a plusieurs exemplaires de cette croix gravés dans des murs d'église ou sur des tombes. On en trouve quelques-unes aussi en Bretagne à Tressaint (Lanvallay, Côtes d'Armor), dont le sommet est antérieur au XVIe siècle ou encore la croix de chemin à Saint-Juvat (Le Paradis, Côte d'Armor, XVIe siècle ?), en revanche, la croix de Saint-Cado (Morbihan) est une  création récente (1990).
Elle jalonne aussi les chemins et marque certains villages en Limousin et en Angoumois, voire en Auvergne (ex. : Chambon-sur-Lac), sans qu'on puisse y associer un quelconque symbolisme celtique. Le cercle semble destiné à consolider les branches de la croix, tout en respectant l'harmonie et la symétrie du dessin de la croix. En Anjou, on retrouve une variante de ce modèle de croix, appelée croix de Saint-Maur au monastère de Glanfeuil.
On retrouve ce thème très souvent en gravure sur les pierres tombales, notamment en Cotentin.

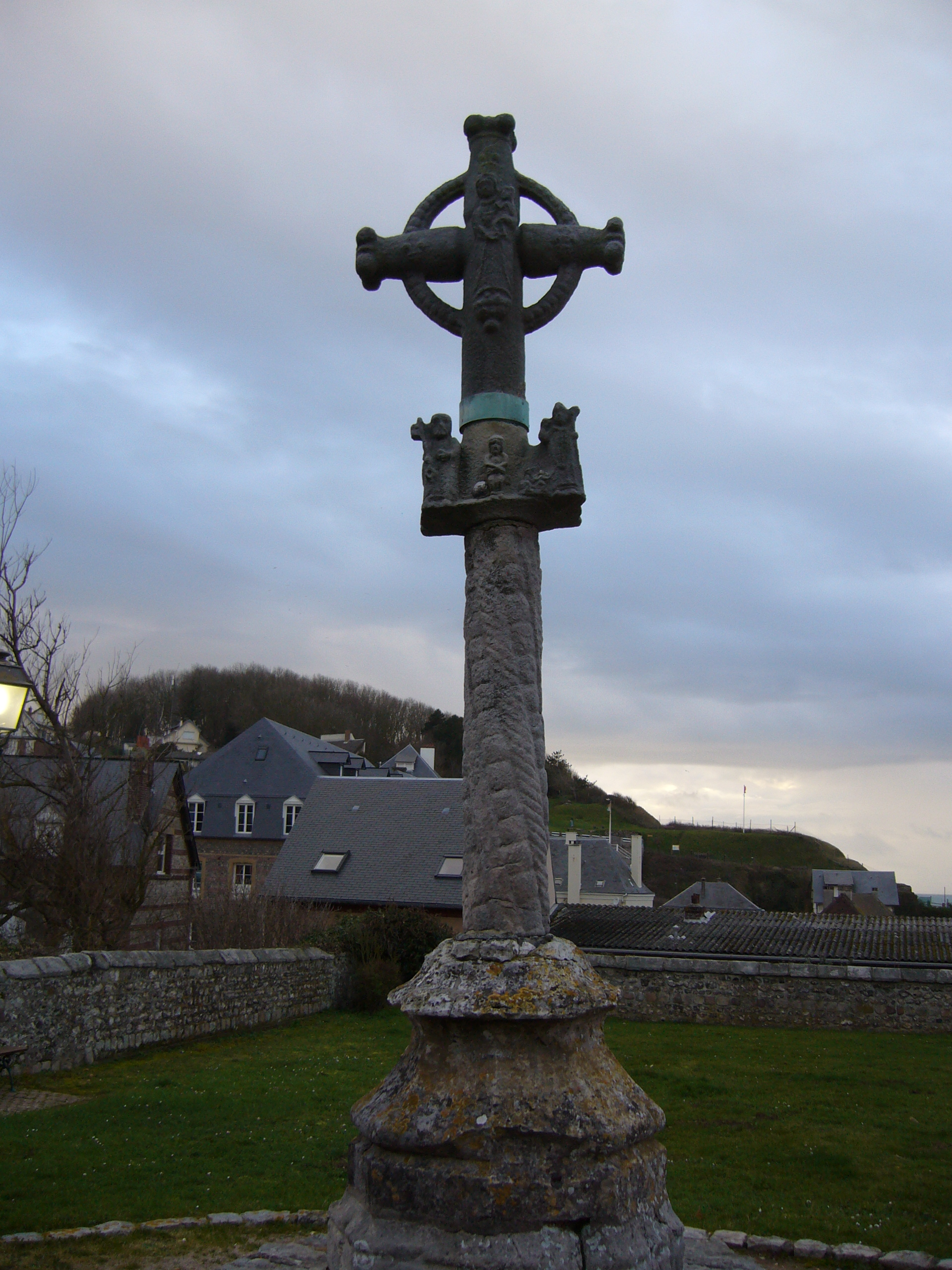
Croix nimbée de Veules-les-Roses (Normandie) XVe siècle
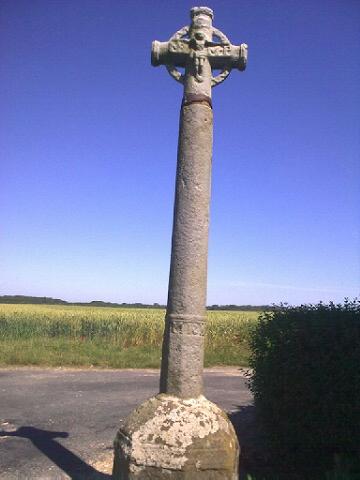
Croix nimbée dîte croix du nord de Saint-Pierre-en-Port (Normandie)
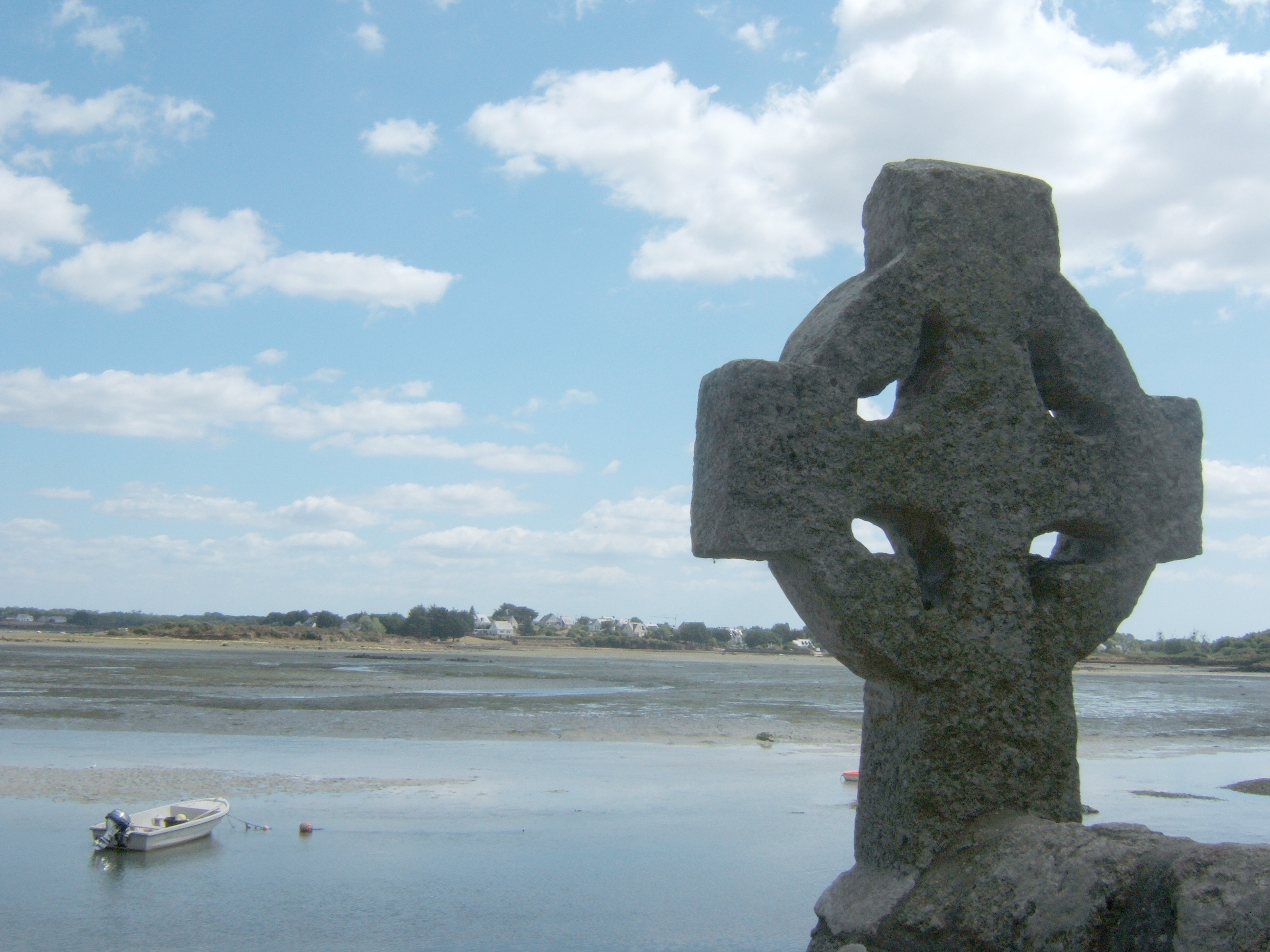
Croix nimbée de l'île de Saint-Cado (Bretagne), ajout des années 1990
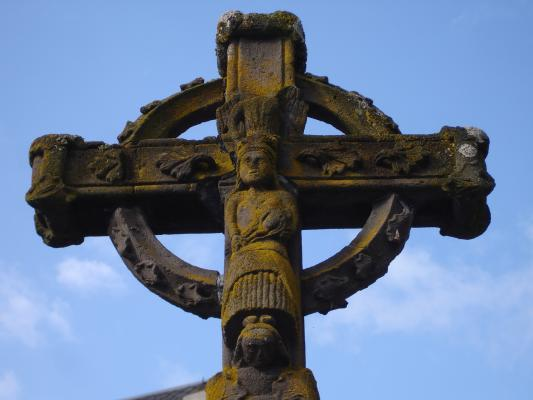
Détails de la croix nimbée de Chambon-sur-Lac (Auvergne), XVIe siècle
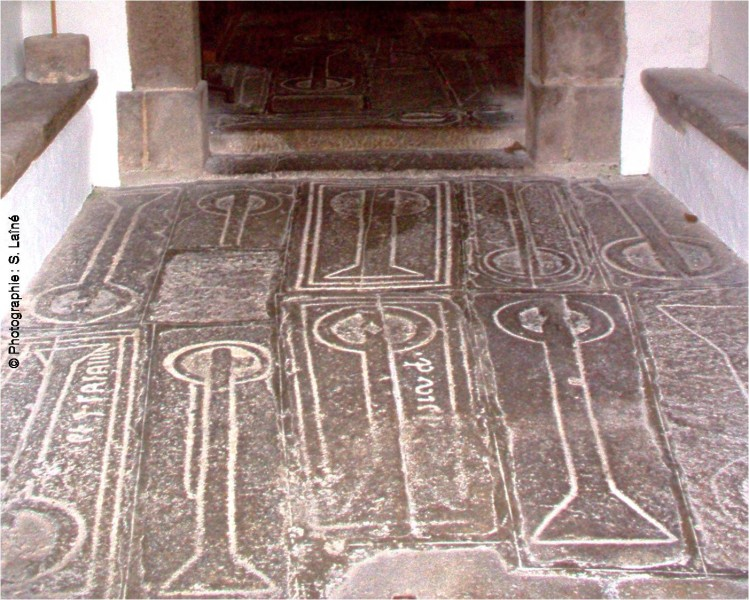
Croix nimbées médiévales au sol de l'église de Flamanville (Normandie)
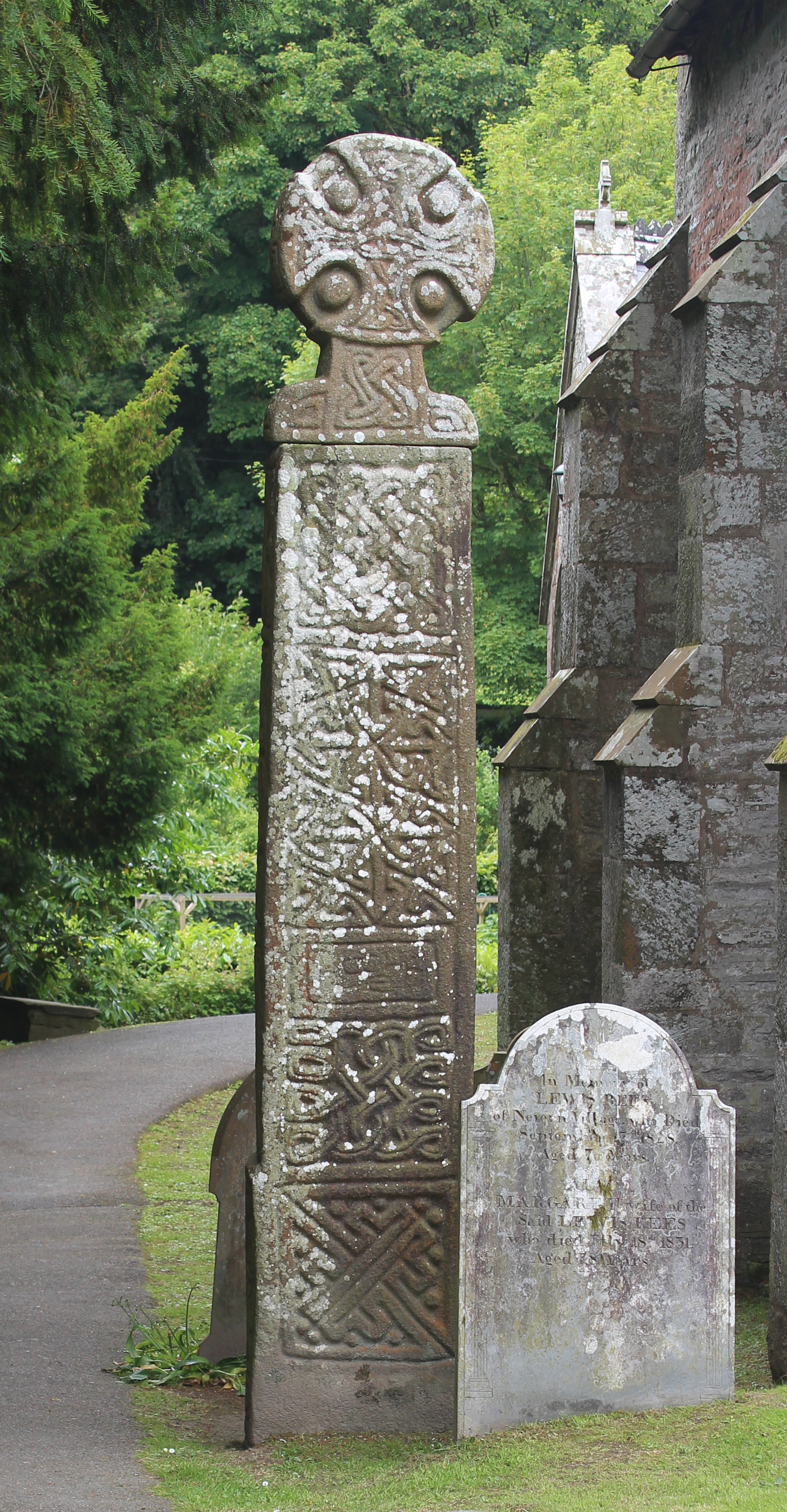
Croix de St Brynach, Nevern au Pays de Galles

## Historique du terme croix celtique
Le qualificatif de « celtique » s'est peu à peu substitué dans la terminologie populaire à celui plus descriptif et plus neutre de « nimbée », voire « cerclée ».
Dans les îles Britanniques, le terme semble utilisé pour la première fois par le mouvement culturel panceltique celtic revival dans la deuxième moitié du XIXe siècle. Ses membres le préféraient au terme plus ancien de « croix irlandaise » parce qu'il associait de fait toutes les communautés celtiques : Irlandais, Écossais, Gallois et Cornouaillais (de Grande-Bretagne).
Le terme mettra du temps à franchir la Manche. En France, Françoise Henry publie en 1932 deux volumes sur La sculpture irlandaise dans les douze premiers siècles de l'ère chrétienne, réédités par les Éditions Zodiaque en 1964 en trois volumes sous le titre L'art irlandais. C'est la première étude sur les premières représentations de ce symbole. L'appellation de « croix celtique » dans les descriptions de ces monuments n'apparaît pas.
Charbonneau-Lassay donne une interprétation du symbolisme de cette croix dans la revue Le Rayonnement intellectuel (1934-39), réédité par Gutenberg reprints en 1986. Il n'utilise pas non plus le terme de « croix celtique ».
Le père Doncœur l'appelait la « croix cadet » et la diffusa chez les aînés du scoutisme catholique. Il semble que le premier usage de la dénomination « croix celtique » apparaisse dans le règlement intérieur des équipes nationales édité en janvier 1944 (les Équipes nationales sont créées pour faire participer les jeunes volontaires à la protection et au secours des populations victimes de la guerre).
Pierre Sidos prend le terme « croix celtique » quand il décrit le symbole en 1947. Depuis le mot s'est imposé en France.

## Symbolisme
Il n'existe pas de représentation de la croix celtique, c'est-à-dire avec les branches dépassant le cercle, avant les croix irlandaises chrétiennes. On trouve des symboles antiques de représentation proche (un cercle avec une croix à 4 branches inscrite dans ce cercle, c'est-à-dire que les branches s'arrêtent au cercle) ; ces symboles, appelés roues solaires, apparaissent dès le néolithique (6000 av. J.-C.) et dans des Gravures rupestres de Suède.
Un symbole graphiquement semblable a aussi été utilisé dans d'autres traditions non chrétiennes. On le retrouve chez les Indiens des plaines d'Amérique. Il était très couramment utilisé et servait à orienter l'espace avant chaque cérémonie, comme l'explique Wapiti noir dans Rites secrets des indiens Sioux, Le mail, 1992.
On le retrouve dans l'héraldique japonaise. Sur les blasons (Mon), il représente alors un mors de cheval. La roue solaire est aussi un symbole du bouddha Vairocana.
Dans la symbolique chrétienne, la croix cerclée est une représentation du signaculum domini, c'est-à-dire les cinq plaies du Christ en croix. Par extension, c'est aussi une image du cœur qui est d'un symbolisme plus fort que celui du soleil ou du pôle car le cœur ne se contente pas de recevoir mais donne la vie dans un échange constant (les prières des hommes et les grâces de Dieu). Le symbole est répandu dans l'Église catholique aussi bien pour les sculptures que les vêtements liturgiques ou le culte privé (croix des cimetières, ex-voto). On le retrouve aussi autour de la mer Baltique et en Russie.
Dans la symbolique celtique, trois cercles sont représentés signifiant les différents niveaux de l’univers :
- le chaos / l’Incréé de l’Univers / la Source (Keugant) ;
- le monde terrestre / expérience humaine (Abred) ;
- la lumière / le cercle final (Gwenwed).

L’âme doit accéder à ces différents niveaux afin de monter vers le niveau suprême (Gwenwed). Il s’agit d’une représentation de l’expérience humaine, de ses embûches, réussites et expériences. Si l’âme ne peut pas accéder au niveau suprême, elle peut demander à revenir dans le Keugant et d’attendre que Dieu leur permette de se réincarner dans une autre vie, un autre corps pour mieux accéder au niveau suprême. Gwenwed est le monde éternel où le temps et le changement sont « suspendus ». Il représente le cinquième élément, l’éther, la lumière divine. Les quatre branches de la croix représentent les quatre éléments : eau, air, feu, terre, avec une représentation végétale (gui, trèfle, épi, gland) et une représentation astronomique (les deux solstices et les deux équinoxes). Ces quatre éléments sont unis dans le cinquième élément, l’éther.
Un quatrième cercle, représentant le monde souterrain ou l’enfer celte, le cercle d’Annoum ou Anwn, vient s’inscrire sur le cercle d’Abred aux intersections avec la croix, donnant huit cercles entourant le cercle central, Gwenwed. Il s’agirait d'une représentation du système solaire : le Soleil au centre et huit autres planètes : Mars, la Lune, Mercure, Vénus, Jupiter, Neptune, Saturne, Uranus (interprétation moderne de la croix)[réf. souhaitée].
Le symbole a été repris par des organisations politiques à la suite de l'usage qu'en a fait le père Doncœur (1880-1961). Ancien combattant, orateur de la Fédération nationale catholique du général de Castelnau, et fondateur des routiers, il utilisait la croix celtique comme emblème personnel. Elle est reprise par les mouvements scouts puis par les équipes nationales sous le régime du maréchal Pétain. C'est précisément cette représentation qui est adoptée par Pierre Sidos quand il crée le mouvement politique Jeune Nation pour s'opposer au général de Gaulle et à sa croix de Lorraine. La guerre d'Algérie voit le symbole récupéré par d'autres mouvements nationalistes. L'usage politique de la croix celtique va alors se généraliser dans les mouvements d'extrême-droite, avec un graphisme simplifié par rapport aux croix celtiques historiques : un rond barré d'une croix régulière, sans jambage allongé.

## Extrême-droite

La croix celtique des néonazis

En Europe et en Amérique du Nord, la croix celtique écourtée est reprise par des membres de l'ultra droite. Elle est utilisée par de nombreuses organisations nationalistes blanches, national-révolutionnaires et suprémacistes.

### En France

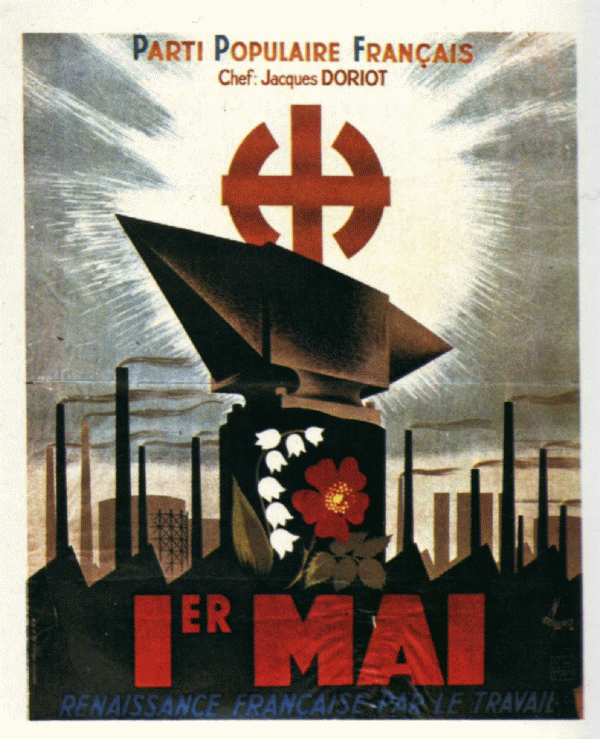
Affiche du Parti populaire français.

Emblème de l'Œuvre française

En France, l'emblème est utilisé par des mouvements nationalistes et d'extrême droite radicaux. Ainsi, elle n'est pas associée à une seule idéologie mais à l'ensemble de l'extrême droite radicale.

#### Années 1940-1950
La croix celtique fit son entrée politique en France sous sa forme « écourtée », c'est-à-dire que toute la partie basse de la croix est supprimée et que celle-ci tient dans un carré. Après la Seconde Guerre mondiale, utilisée comme emblème par les mouvements Jeune Nation puis l'Œuvre française, tous deux animés par Pierre Sidos. Le symbole fut, à partir de cette période, couramment associé à des mouvements d'extrême droite néonazis et néofascistes et particulièrement antisémites, en France puis dans d'autres pays européens comme l'Italie.

Emblème de Jeune Nation, Ordre Nouveau et autres mouvements néofascistes.

#### Années 1960-1970
Cet insigne fut repris par beaucoup de mouvements nationalistes de diverses tendances (catholiques comme païens).
Elle fut surtout utilisée, dans les années 1960 par Occident puis au début des années 1970, par le mouvement Ordre nouveau, et après la dissolution de celui-ci en juin 1973, par les différents mouvements de jeunesses liés à l'extrême droite comme le Parti des forces nouvelles (PFN), le Front de la jeunesse ou le Groupe union défense (GUD).

#### Années 1980-2000
Un troisième mouvement issu du Parti des forces nouvelles, le Renouveau nationaliste, a également utilisé la croix à partir de 1981.

#### Années 2000
Depuis le début des années 2000, la croix celtique est régulièrement arborée lors de commémorations et manifestations néo-fascistes.

### En Belgique
La croix celtique fut utilisée par le Mouvement d'action civique et l'organisation pan-européenne Jeune Europe, une organisation antisioniste, anti-américaine, ultranationaliste prônant le nationalisme européen. Cette organisation encore connue mais dissoute perd un de ses membres, Roger Coudroy, mort en Palestine, tué par l'armée israélienne. Jeune Europe tenta de créer des Brigades européennes pour détruire les intérêts américains en Europe, pour aider les palestiniens et les nationalistes arabes contre Israël, et pour mener une révolution nationale européenne contre les Américains et les Soviétiques.

### Allemagne
En Allemagne, la Croix celtique est arborée par les groupes Nationalistes autonomes.

### Angleterre
En Angleterre, la croix celtique est utilisée par les skinheads d'extrême droite et les groupes néonazis et nationalistes blancs, tel que les partis National Front et British Movement.

### En Italie
Pour Luciano Lanna et Filippo Rossi, il s’agit du mouvement transnational pro-européen Jeune Europe, fondé par le belge Jean Thiriart, qui a exporté la croix celtique en Italie dans les années 1960, grâce à un intense échange avec de jeunes italiens.
Ces années sont celles qui voient l'alliance resserrée par le MSI, le Mouvement social italien, avec le regroupement des monarchistes n'a apporté aucun résultat électoral et les années de la période agitée, qui ont suivi la conférence nationale du MSI à Milan du 24 au 26 novembre 1956, qui mènera à la crise de 1957, l’année dite des diasporas, et à la naissance d’une série de partis, partis, mouvements, organisations, associations qui ne sont plus reconnues dans le MSI[pas clair].
Le débat du Congrès de 1956, centré sur « être fasciste en démocratie », est apparu dépassé aux différentes composantes de la jeunesse du parti qui rejettent la continuité historique avec le fascisme dans le langage, le symbolisme, les références idéologiques et culturelles. Le symbolisme a donc commencé à changer, tout comme les points de référence, notamment Mircea Eliade, Corneliu Codreanu, Massimo Scaligero, Giuseppe Tucci, Pio Filippani Ronconi, Davis Neel et René Guénon. La lecture de ces érudits des religions, en plus d’avoir des implications au niveau de la pensée politique, représente pour les jeunes de droite l’occasion de connaître un univers symbolique nouveau dans le contexte national, toujours lié à l’ancienne symbolique fasciste, et de comprendre profondément la signification de ces symboles, y compris la croix celtique[source insuffisante].
La naissance de Jeune Europe, en 1963, marque la naissance d'une nouvelle vision de la politique dans le scénario proposé par la guerre froide. À droite, un mouvement déclaré de troisième voie et anti-impérialiste se développe, avec des annexes également en Italie, qui vise à renforcer de l'Europe contre les deux impérialismes opposés, les impérialismes soviétique et américains. En Italie, le premier groupe qui a rejoint Jeune Europe porte le nom de « Jeune Nation » ; il changera en 1963 pour prendre celui de Jeune Europe et inclut parmi ses membres des personnalités telles que Claudio Mutti et Franco Cardini. Ce dernier se souvient de la façon dont le mouvement s'intéresse au nassérisme, au péronisme, soutient la lutte des nationalistes arabes et des palestiniens contre le sionisme et l'américanisme et s'engage à faire comprendre au public l'état de servitude dans lequel le continent était présent à l'époque. Le slogan le plus répandu parmi ces jeunes est simple et direct : « Europa Nazione ». De nombreux écrits le reproduisent sur les murs et les tracts accompagnés du symbole de la croix celtique.
C’est dans les années 1970 que la croix celtique adoptée par Jeune Europe commence à faire son apparition officielle également dans le Front de la jeunesse, l’organisation de la jeunesse du MSI, jusqu’en 1978 ce qui explose ce que l’environnement de droit politique définit comme le case-celtic, avec les dirigeants du parti qui viennent l'interdire. La tentative du MSI de défendre les anciens symboles nostalgiques du fascisme est vaine et même le Fuan, l'organisation de l'Université Missini, adopte la croix celtique dans ses armoiries.
Parmi les raisons de l’adoption de ce symbole par les droits des jeunes, liés et indépendants du MSI, il y a la facilité de reproduction et la visibilité claire du symbole (on pourrait aussi affirmer, avec le recul, que les lignes essentielles et nettes semblent également s’inscrire dans un contexte où même le design et l’esthétique en général évoluent vers la simplification et la netteté des lignes et des formes), mais aussi la volonté des nouvelles générations de se démarquer d’un attrait symbolique caractérisé par un système nostalgique fort (flammes avec cercueil mussolinien, fasces du Duce) mal adapté à une jeunesse qui vit une époque différente de celle dans laquelle ces symboles ont réussi. Le contexte idéologique et politique modifié dépasse de plus en plus les frontières nationales pour inspirer l’Europe et crée des laboratoires d’idées qui s’éloignent de plus en plus de la nostalgie du fascisme au sens strict. La croix celtique, ancien symbole appartenant à la tradition primordiale, devient donc, dans un sens qui peut aussi paraître paradoxal, l’aide à une synthèse symbolique plus moderne des nouveautés de la pensée des droits de la jeunesse.
Son adoption semble avant tout le fruit d'un renouveau de pensée profonde du droit de la jeunesse. Dans les cercles de la droite politique, il existe un consensus pour identifier ce renouveau avec la publication et le succès d’une feuille de métro dont le nom est: La voix de l’égout, direct et produit par le public.
La croix celtique est également utilisée par les militants du parti néofasciste Forza Nuova.

### Grèce
En Grèce, la croix celtique est utilisée par les militants du parti ultranationaliste d'Aube dorée.

## Héraldique
La croix celte ou celtique est un meuble peu fréquent, qui n'est toutefois pas synonyme de croix nimbée, laquelle croix est très rare. « Nimbé » se dit d'une figure accompagnée d'un disque plein placé derrière la partie haute (la tête s'il s'agit d'un humain ou d'un animal). Un blason comportant la figuration d'une croix nimbée au sens non héraldique devra donc dans le blasonnement lever l'ambigüité par exemple en utilisant « à la croix nimbée du lieu ».[réf. nécessaire][pas clair]

Plouigneau (29) : de sinople à la croix celte d'or.
Blason théorique. D'azur à la croix latine d'argent nimbée d'or.